# Schnappi
Schnappi, das kleine Krokodil (Schnappi, il piccolo coccodrillo) è un personaggio immaginario animato tedesco proveniente dal programma televisivo Die Sendung mit der Maus. La sigla iniziale ha raggiunto la prima posizione nella classifica tedesca dei singoli pop più venduti nel gennaio 2005.

## L'inizio
Schnappi era una personaggio facente parte di un popolare programma televisivo tedesco per bambini chiamato Die Sendung mit der Maus ("La trasmissione con il topo"). Nel cartone animato in cui compare, Schnappi è visto cantare una canzone circa la sua vita in Egitto. La canzone, cantata in tedesco ha un testo semplice e una melodia orecchiabile; apparsa all'interno del medesimo programma televisivo nel 2001, è stata scritta da Iris Guttmann ed eseguita dalla nipotina di sei anni Joy.

## Il successo
Nel 2004 Schnappi divenne sempre più popolare sul web attraverso l'emittente Internetradio RauteMusik, finché nel mese di dicembre la canzone Schnappi, das kleine Krokodil venne pubblicata su CD. Il singolo raggiunse la prima posizione nella classifica pop tedesca il 31 gennaio 2005
Il 20 febbraio 2005 una versione pirata della canzone in lingua inglese venne incisa e distribuita su internet da DJ Damien. Nonostante si trattasse di una cover non ufficiale, questa versione fu resa ufficiale sul sito internet ufficiale di Schnappi. Altre traduzioni che hanno coinvolto Dj Damien sono le versioni francese "Crocky le Petit Crocodile", lituana "Šnapis mažas klokodilas" e giapponese "Togetogeshi, chiisai wani" (刺々し、小さい鰐).
La canzone ha raggiunto la prima posizione in classifica in Germania, Austria, Svizzera, Belgio, Paesi Bassi, Norvegia e Svezia; ha raggiunto la top 10 in Australia e Nuova Zelanda. In Gran Bretagna ha raggiunto soltanto il fondo della classifica top 40.
Versioni alternative della canzone (del tipo remix, cover) hanno raggiunto la seconda posizione nella classifica olandese, e le posizioni sette e dieci in quella belga.
La metal band svedese Black Ingvars ha inciso una cover della canzone in stile heavy metal con voce in stile Rammstein. La canzone è stata commercializzata su CD in Svezia.
Nell'agosto 2005 Jamba! ha distribuito Schnappi in diversi formati scaricabili da internet.

## Discografia

### Dischi
- Schnappi und Seine Freunde (2005)
- Schnappi's Winterfest (2005)

### Singoli
- Schnappi, Das Kleine Krokodil (2004)
- Ein Lama in Yokohama (2005).
- Jing! Jingeling! Der Weihnachtsschnappi! (2005)

## Videogioco
Nel 2005 Phenomedia ha pubblicato il videogioco Schnappi per la console Sony PlayStation. Il gioco è stato commercializzato solo in Germania, e potrebbe trattarsi dell'ultimo gioco distribuito in Europa per la PlayStation.
Il gioco consiste in realtà di tre differenti giochi:
- Schnappi Schnapp!: un gioco in cui si devono mangiare delle mosche
- Schnappi Denk!: un gioco di memoria
- Schnappi Tanz!: un gioco di ballo